# Cziffra Géza
Cziffra Géza (Géza von Cziffra) (Arad, 1900. december 19. — Dießen am Ammersee, NSZK, 1989. április 28.) magyar író, költő, filmrendező.

## Életpályája
Az első világháború idején katonaiskolát végzett, majd a hadseregnek hátat fordítva élénk irodalmi tevékenységbe kezdett. Ady volt a mintaképe, aki találkozásukkor 6 soros verses dedikációt írt az akkor tizennyolc éves költő verskötetébe. Pajzán versei, novellái a Fekete Macskában s más aradi vagy temesvári kiadványokban jelentek meg, verset, esszét, műfordítást közölt tőle a Tavasz, Magyar Szó, Erdélyi Szemle, Napkelet, Aradi Tükör és az aradi Munkás (ezek közül a Pán halála és Az új mese újraközölve a Magyar Szó és Tavasz írásaiból összeállított antológiában, 1971). Erdélyben kiadott kötetei: Ketten vagyunk csak (versek, Arad 1918); Júlia első násza (elbeszélések, Arad 1920); Fehér falu (regény, Arad 1922).
1921-ben Budapestre, Ausztriába költözött, ahol kezdetben mint újságíró dolgozott, majd rendezőasszisztens lett jeles német filmrendezők mellett, később dramaturg, színpadi szerző, forgatókönyvíró Budapesten, Ausztriában és Németországban.

## Művei és emigrációban töltött évei[3]
1926-ban jelent meg Bécsben Kárhozott asszonyok c. elbeszéléskötete. Az 1930-as évek elején Budapesten is forgatott. Irodalmi tárgyú filmje a Gulliver utazásai (1924) és a Szent Péter esernyője (1935). Magyar vonatkozású filmje a Liszt Ferenc életéről szóló A szerelmi álmok; filmforgatókönyvet írt Asztalos Miklós erdélyi tárgyú Alterego c. színdarabja nyomán (1941). A második világháború után Bécsben filmvállalatot alapított, majd a Német Szövetségi Köztársaságban telepedett le, ahol könnyű, szórakoztató vígjátékokat, látványos revüfilmeket írt és rendezett. 1975-ben Münchenben megjelent német nyelvű emlékirata magyar irodalmi kapcsolatait is felidézi.

## Díjak, elismerések
- Szövetségi Filmdíj (1985)